# Dom Społeczny na Osiedlu Robotniczym w Krakowie
Dom społeczny na Osiedlu Robotniczym w Krakowie – budynek o funkcjach społecznych i kulturalnych, wybudowany w latach 1935–1937 na potrzeby powstającego w ówczesnej krakowskiej dzielnicy Dębniki Osiedla Robotniczego. Inicjatorem powstania budynku był Wojewódzki Związek Międzykomunalny Opieki Społecznej. Autorem projektu był Fryderyk Tadanier, we współpracy z inżynierem Michałem Zakrzewskim. Dom położony jest na rogu ul. Praskiej i ul. Pietrusińkiego.
Budynek, stanowiący przykład architektury funkcjonalistycznej, ma kształt przenikających się brył. Jego formę podkreślają podziały horyzontalne uzyskane dzięki gęsto rozmieszczonym oknom, biegnącym pod nimi gzymsami oraz kolorystyce budynku (róż indyjski pomiędzy oknami, piaskowy w pozostałych częściach).
W budynku mieściło się pierwotnie m.in. przedszkole i sklepy (na parterze), biblioteka z czytelnią, świetlica (na pierwszym piętrze), pokoje mieszkalne (na drugim piętrze). W parterowej części od strony ul. Pietrusińskiego mieściła się sala widowiskowa. W latach 1957–2005 w budynku działało w niej kino „Tęcza”. Współcześnie budynek nadal funkcje kulturalne - mieści się tutaj Teatr Praska 52 – filia Centrum Kultury Podgórza oraz filia Podgórskiej Biblioteki Publicznej. Znajduje się tutaj również siedziba rady i zarządu dzielnicy VIII Dębniki.